# Ana Lena Rivera
Ana Lena Rivera (Oviedo, 3 de mayo de 1972). Escritora. 

## Reseña biográfica
Licenciada en Derecho y Administración de Empresas por ICADE. Después de diecisiete años de carrera profesional en el mundo de los recursos humanos, abandonó su puesto en la alta dirección de una gran multinacional para dedicarse de lleno a la literatura.
Su primera novela, Lo que callan los muertos, fue galardonada con el Premio Torrente Ballester de Novela.  

## Obra
- La niña del sombrero azul, Editorial Grijalbo, 2024.
- Las herederas de la Singer, Editorial Grijalbo, 2022.
- Los muertos no saben nadar, Editorial Maeva, 2021.
- Un asesino en tu sombra, Editorial Maeva, 2020.
- Lo que callan los muertos, Editorial Maeva, 2019, Premio Torrente Ballester de Novela.

## Distinciones
- Ganadora del XXIX Premio de Narrativa Torrente Ballester por su novela Lo Que Callan Los Muertos (diciembre de 2017)